# Red Dead Redemption
Red Dead Redemption est un jeu vidéo d'action-aventure en monde ouvert développé par Rockstar San Diego et édité par Rockstar Games sur Xbox 360 et PlayStation 3. Il est commercialisé le 18 mai 2010 en Amérique du Nord, le 21 mai en Europe et en Australie. Il fait partie de la série de jeux vidéo Red Dead et est le successeur de Red Dead Revolver, commercialisé en 2004 par les mêmes éditeurs.
La majeure partie de l'intrigue se déroule en 1911 à la fin de l'époque de la conquête de l'Ouest, dans une ambiance de western crépusculaire. Le jeu met en scène John Marston, un hors-la-loi repenti, contraint de traquer les membres de son ancien gang.
Dès sa commercialisation, Red Dead Redemption est acclamé par la critique, obtenant une note moyenne de 95/100 sur les sites Metacritic et GameRankings, le plaçant parmi les jeux les mieux notés de l'année sur Xbox 360 et PlayStation 3. En août 2015, l'éditeur Take-Two annonce avoir vendu 14 millions de copies du jeu.
Un portage sur Nintendo Switch et PlayStation 4 sort le 17 août 2023, puis sur Windows le 29 octobre 2024.

## Histoire

### Cadre
Red Dead Redemption s'étale sur les États américains fictifs de New Austin et West Elizabeth, ainsi qu'un État mexicain fictif, Nuevo Paraiso. Ces trois États sont adjacents, Nuevo Paraiso étant séparé des deux autres par la rivière San Luis. Le jeu se déroule principalement en 1911, montrant la dernière décennie de la Conquête de l'Ouest et ses stéréotypes de cow-boys et de hors-la-loi. Le paysage de l'ouest sauvage commence à laisser la place aux technologies modernes comme les automobiles ou les mitrailleuses et aux projets de forage pétrolier qui commencent à apparaître.

### Scénario
Après plusieurs années passées dans une dangereuse bande de hors-la-loi, John Marston a décidé de se ranger et de vivre paisiblement dans son ranch avec sa femme Abigail et son fils Jack. Malheureusement, l’agent Edgar Ross du FBI (ancien agent de l'Agence Pinkerton) ne l’entend pas de cette oreille. Il emprisonne Abigail et Jack et ne les rendra à John que s’il arrête mort ou vif tous les anciens membres de sa bande : Bill Williamson, Javier Escuella et son chef, Dutch van der Linde. John accepte à contrecœur.
Marston part d’abord pour New Austin où Bill Williamson et sa bande sèment la terreur depuis leur planque : Fort Mercer. Il rencontre plusieurs personnes qui lui viendront en aide : Bonnie MacFarlane, une femme forte qui s’occupe du ranch de son père ; le marshall Johnson, qui tente de protéger les habitants de la ville d’Armadillo contre Williamson ; Nigel West Dickens, un charlatan créatif qui essaye de vendre un « remède miracle » aux habitants de la région ; Seth, un pilleur de tombes psychopathe en quête d’un trésor ; et l’Irlandais, un trouillard alcoolique aux mauvaises fréquentations. En échange de nombreux services, ces personnages aideront John à prendre d’assaut le Fort Mercer. Mais durant l’attaque, Williamson parvient à s’enfuir. John part donc pour le Mexique avec l’Irlandais et compte bien y retrouver Williamson et Javier Escuella.
John se rend à la ville de Chuparosa où il fait la connaissance d’une légende de l’Ouest : Landon Ricketts. Le vieux cow-boy a décidé de défendre les habitants de la région contre les excès du gouverneur local : le colonel Allende. Certains habitants de la région se sont même rassemblés derrière le révolutionnaire, Abraham Reyes, pour renverser le tyran local : nous sommes dans les prémices de la révolution mexicaine. Mais John ne fait pas de politique : il alterne les missions pour le compte de Luisa, une des maîtresses de Reyes (que John sauvera même du peloton d’exécution) et pour le capitaine De Santa, l’âme damnée d’Allende (John mènera les troupes mexicaines lors de la reprise du fort de Torquemada), tout cela dans l’espoir qu’un des deux camps lui livrera Williamson et Escuella. Mais ses deux anciens complices sont protégés par Allende qui décide de trahir John. Sauvé in extremis par Reyes, John rejoint la rébellion. Après avoir tué De Santa, il retrouve Escuella qu’il tue ou capture (au choix du joueur) et livre à Ross. John et Reyes marchent ensuite sur Escalera, la capitale de la région. Luisa est tuée au cours de la bataille et John parvient à éliminer Williamson et Allende.
John part ensuite pour West Elisabeth pour retrouver sa dernière cible. Avec l’aide du naturaliste Harold MacDougal, il découvre que Dutch van der Linde, tombé dans la folie, a pris la tête d’un groupe de bandits indiens. Aux côtés de Ross et des forces américaines, John prend d’assaut le repaire de Dutch qui préfère se suicider plutôt que de tomber dans les mains de la police.
Ross tient sa promesse et John retrouve Abigail et Jack. Avec l’aide de sa femme, de Bonnie et d’un vieil homme qu’il appelle l’Oncle (sans qu’ils n’aient de lien de parenté), il essaye de faire prospérer son ranch et d’élever son fils Jack. Mais un jour, Ross, à la tête d’une compagnie américaine, prend d’assaut le ranch. Après avoir éliminé Williamson, Escuella et Van der Linde, il compte bien en finir avec le dernier membre de la bande. Après avoir mis sa femme et son fils en sécurité, John signe son arrêt de mort, sort du ranch, tient tête à une vingtaine voire une cinquantaine d'hommes (en utilisant la technique de Landon Ricketts) qui l'attendent armés jusqu'aux dents.
Trois années plus tard en 1914, alors que sa mère vient de mourir et que la Première Guerre mondiale vient d’être déclarée en Europe, Jack Marston, devenu un adulte, part à la recherche de Ross, qui a pris sa retraite. Après l’avoir retrouvé au sud de New Austin, là où il était parti chasser, il le tue en duel et venge ainsi son père.

### Personnages

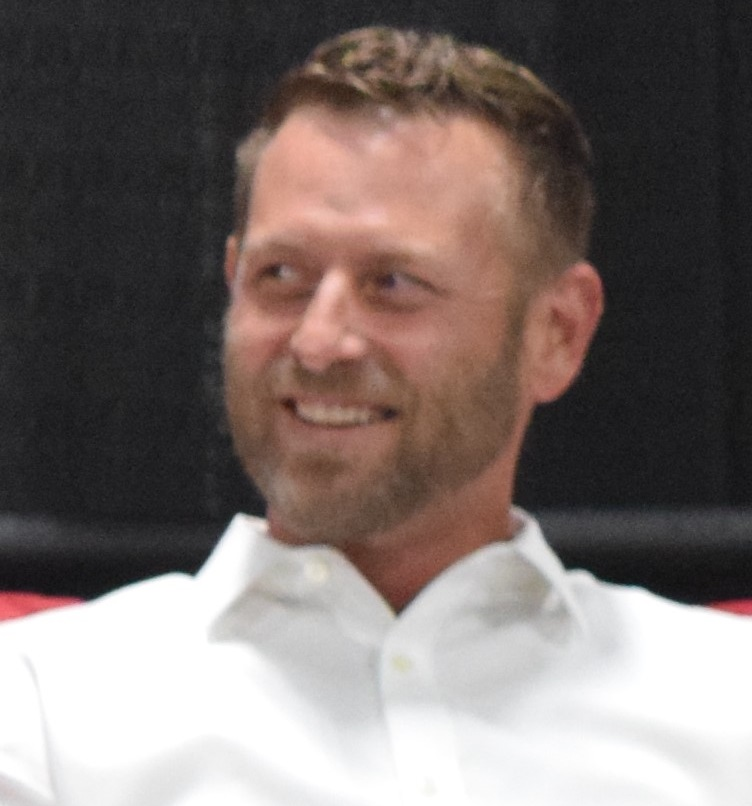
Rob Wiethoff, interprète de John Marston.

Ci-dessous, une liste des principaux personnages présents dans le jeu :
- John Marston (Rob Wiethoff[1]) : Le personnage du jeu que le joueur contrôle est un ancien hors-la-loi à moitié repenti qui part à la traque de ses anciens complices.
- Abigail Marston (Sophia Marzocchi[2]) : Ancienne prostituée et ancienne membre de la bande de Dutch. C'est aussi la femme de John et la mère de Jack (leur fils).
- Jack Marston (Josh Blaylock (en)[2]) : Fils de John et d'Abigail. Second protagoniste du jeu que le joueur contrôle après la mort de John.
- Bill Williamson (Steven J. Palmer[2]) : Ancien partenaire de Marston, ce dernier doit le tuer pour effacer sa dette.
- Bonnie MacFarlane (Kimberly Irion[2]) : Fermière dans le New Austin. Elle soignera Marston d'une balle prise lors d'un conflit avec Bill Williamson.
- Drew McFarlane (Chuck Kelley[2]) : Père de Bonnie et dirigeant de la ferme McFarlane à Hennigan's Stead.
- Marshall Leigh Johnson (Anthony de Longis (en)[2]) : Le Marshall Johnson est le shérif de la ville d'Armadillo. Il aidera Marston pendant l'attaque du Fort Mercer.
- Nigel West Dickens (Don Creech[2]) : Vieil homme charlatan à sauver lors d'un conflit. Il aidera Marston notamment pendant l'attaque du Fort Mercer.
- Seth Briars (Kevin Glikmann[2]) : Pauvre fou qui cherchera désespérément un trésor. Il aidera Marston notamment pendant l'attaque du Fort Mercer.
- Landon Ricketts (Ross Hagen[2]) : Un vieux cowboy qui vit à Chuparosa.
- Abraham Reyes (Josh Segarra[2]) : Révolutionnaire mexicain. Il aidera Marston à capturer Javier Escuella.
- Colonel Agustin Allende (Gary Carlos Cervantes[2]) : Colonel de l'armée mexicaine. Il est un dictateur local au Mexique.
- Capitaine Vicente De Santa (Hector Luis Bustamante[2]) : Bras-droit d'Allende.
- Javier Escuella (Antonio Jaramillo[2]) : Ancien membre de la bande de Dutch à éliminer.
- Luisa Fortuna (Francesca Galeas[2]) : Institutrice et révolutionnaire mexicaine de 19 ans qui demandera à Marston de faire quelques services pour les rebelles.
- Dutch van der Linde (Benjamin Byron Davis[3]) : Chef de la bande de Dutch à Cochinay dans la région Tall Trees.
- Edgar Ross (Jim Bentley[2]) : Agent gouvernemental qui demandera à John de liquider sa bande pour libérer sa famille.
- Professeur Harold McDougal (Joe Ochman (en)[2]) : Professeur et anthropologue à Blackwater, ancien professeur à l'université de Yale dans le Connecticut. Il est aussi accro à la cocaïne et considère les amérindiens comme de vulgaires "sauvages".
- Nastas (Benjamin Byron Davis[2]) : Indien, Indicateur d'Edgar Ross.
- L'Irlandais (Kharrison Sweeney[2]) : Homme dénué d'intelligence et alcoolique. Il aidera notamment John à traverser la rivière séparant New Austin de l'État de Nuevo Paraiso au Sud.

## Système de jeu
Red Dead Redemption est un jeu d'action-aventure avec pour thème le Western et qui se joue à la troisième personne. Le joueur contrôle John Marston et accomplit des missions — des scénarios linéaires avec des objectifs fixes — pour progresser dans l'histoire,. En dehors des missions, les joueurs peuvent se déplacer librement dans le monde ouvert composé des États américains de New Austin et West Elizabeth — versions fictives de l'Ouest américain — et de l'État mexicain fictif de Nuevo Paraíso. Les différentes races de chevaux sont les principaux moyens de transport, chacune ayant des attributs différents. Les chevaux doivent être apprivoisés pour pouvoir être utilisés. Le joueur peut également utiliser des trains et des calèches pour se déplacer plus rapidement. Les terres sauvages constituent la plus grande partie du monde de jeu, avec des paysages variés, vastes et accidentés, et des voyageurs occasionnels, des bandits et des animaux sauvages. Les zones urbaines sont principalement des fermes isolées et des villes.
Le joueur peut assister et participer à des événements aléatoires tout en explorant le monde du jeu, notamment des pendaisons publiques, des embuscades, des appels à l'aide, des rencontres avec des étrangers, des fusillades à cheval et des attaques d'animaux dangereux. Des activités annexes facultatives sont également disponibles, telles que des duels, des chasses à la prime, des collectes d'herbes, des jeux d'argent et des chasses d'animaux rares. Red Dead Redemption utilise un système d'honneur qui mesure la façon dont les actions du joueur sont perçues en termes de moralité. Les actes moralement positifs, tels que la capture d'un hors-la-loi vivant ou le sauvetage d'un étranger, s'ajoutent à l'honneur du joueur. Inversement, des choix négatifs comme les meurtres soustraient de l'honneur au joueur. Cela fonctionne en parallèle avec le système de renommée, qui affecte la manière dont les personnages non joueurs (PNJ) réagissent au joueur. Si le joueur a un niveau d'honneur élevé, les PNJ le salueront et il recevra des réductions dans certains magasins. S'il a un niveau faible, les PNJ agiront de manière peu sûre et les établissements pourront fermer leurs portes. Le joueur peut se déguiser en portant un bandana lorsqu'il commet des actes criminels.
Les fusillades sont un mécanisme de jeu essentiel dans Red Dead Redemption. Le joueur peut se mettre à couvert, cibler une personne ou un animal spécifique, tirer à l'aveuglette et viser librement. Des parties du corps peuvent également être ciblées, afin d'abattre des cibles de manière non létale. Les armes se composent de revolvers, pistolets, fusils, fusils de chasse, couteaux, explosifs et lassos. Les duels utilisent un mécanisme appelé Dead Eye, un système de ciblage qui permet au joueur de ralentir le temps et de marquer des cibles. Une fois la séquence de ciblage terminée, le joueur tire sur tous les endroits marqués en une succession extrêmement rapide.
Le jeu introduit un système de prime, un mécanisme de gestion du crime inspiré du système de recherche de Grand Theft Auto. Lorsque le joueur commet un crime, les témoins courent au poste de police le plus proche. Le joueur peut alors soit les soudoyer, soit les tuer avant qu'ils n'atteignent le poste, ce qui annule les conséquences. Une fois que les autorités sont alertées, un compteur « recherché » apparaît avec une prime fixée sur la tête du joueur. La prime augmente au fur et à mesure que le joueur commet des crimes. Plus la prime est élevée et plus le nombre de policiers envoyés est élevé. Après avoir commis suffisamment de crimes, le United States Marshals Service ou l'Armée mexicaine sont envoyés à la poursuite du joueur. Pour échapper aux forces de l'ordre, le joueur doit s'échapper d'une zone circulaire ou tuer tous les hommes de loi d'une ville. Si le joueur s'échappe, des chasseurs de primes continueront à le poursuivre. La prime reste sur sa tête jusqu'à ce qu'il la paie à un poste télégraphique ou présente une lettre de grâce.
Le mode multijoueur permet à un maximum de 16 joueurs de s'engager dans un jeu compétitif et coopératif dans un cadre similaire au jeu solo. Chaque jeu commence par une impasse mexicaine, dont les survivants peuvent se rendre à n'importe quel endroit du champ de bataille pour se préparer au respawn des ennemis. Les types d'événements comprennent des matchs à mort et captures de drapeaux. Des caisses dans l'aire de jeu contiennent des armes, des munitions et d'autres bonus supplémentaires. Les joueurs peuvent relever et compléter des défis d'armes qui leur permettent de gagner des récompenses telles que de nouveaux modèles de personnages, des armes dorées, de nouveaux titres et de nouvelles races de montures. Le mode multijoueur propose également un mode de jeu ouvert, dans lequel les joueurs peuvent former ou rejoindre un groupe de huit joueurs maximum et participer à des chasses ou attaquer d'autres gangs. Dans certains modes de jeu, les joueurs ne peuvent pas s'entretuer,.

## Développement
La genèse du projet est antérieure à la sortie des consoles sur lesquelles le jeu sera édité puisque la première mention d'une suite à Red Dead Revolver date d'une présentation des jeux PlayStation 3 par Sony en mai 2005 (une vidéo de démonstration technique s'intitulant Old West Project est distribuée à cette occasion à certains professionnels).
Red Dead Redemption est développé par le studio Rockstar San Diego situé à Carlsbad en Californie en collaboration avec Rockstar North situé à Édimbourg en Écosse. Le jeu utilise le moteur graphique RAGE et le moteur physique Euphoria, déjà utilisés pour Grand Theft Auto IV. Il a nécessité six ans de développement et un budget estimé à plus de 100 millions de dollars.
La sortie du jeu est d'abord annoncée le 4 février 2009. Rockstar annonce finalement une bande-annonce le 29 avril - soit pile une année après la sortie de GTA IV - qui ne sera diffusée que le 6 mai suivant. Le jeu est alors annoncé pour l'automne 2009, repoussé à avril 2010 pour finalement sortir en mai.
Le scénariste du jeu, Dan Houser, souhaitait que le jeu soit « la rencontre entre le Far West de la mythologie américaine et ce moment précis dans l’histoire où l’ouest sauvage a été supplanté par l’industrie moderne ». Aussi a-t-il visionné un grand nombre de westerns afin de recenser les clichés du genre. L'équipe a, quant à elle, mené des recherches sur l'histoire de cette période, en consultant des photographies de l'époque et se déplaçant in situ.
Tout au long d'une interview accordée le 21 mai 2010 au site IGN, il insiste sur le fait que non seulement le joueur, mais aussi le fan de western vivront une expérience sans précédent. « Immense » et « immersif » sont les mots récurrents de l'entretien. Le jeu tiendra notamment compte des spécificités météorologiques des lieux visités, le joueur pourra chasser des animaux, ou attraper des criminels recherchés etc.
Les essais du jeu en avant-première destinées à la presse spécialisée déclenchent des réactions enthousiastes,. Un second trailer sera diffusé le 1er décembre. Pour la première fois, Rockstar montre dans ses bandes-annonces de promotion des vidéos de gameplay.
Une énorme campagne marketing est déployée à l'occasion de la sortie du jeu.

### Difficultés notables
Une lettre ouverte, mise en ligne sur le site Web pour développeurs Gamasutra le 7 janvier 2010, laisse penser que le développement de Red Dead Redemption n’a pas été de tout repos : dans celle-ci, un groupe de personnes, se présentant comme les épouses des employés de Rockstar San Diego, critique les conditions de travail du studio, alléguant qu’elles se sont constamment détériorées depuis mars 2009.
Selon elles, il est habituel pour les employés d’être forcés par certains membres de l’administration de travailler douze heures d’affilée, même les dimanches. Les augmentations de salaire seraient en deçà du taux d’inflation et les bonus régulièrement revus à la baisse. De plus, elles notent la perte de nombreux avantages sociaux, tels que la couverture santé. Ces conditions de travail affecteraient la santé et la vie de famille des employés et plusieurs cas de dépression auraient été diagnostiqués,,,,,. L'information sera reprise par de nombreux sites de jeu vidéo. Quelque temps après, les dirigeants de Rockstar publient une réponse officielle à cette lettre ouverte dans laquelle ils déclarent regretter que certains de leurs anciens employés n’aient pas apprécié de travailler dans l’entreprise en leur souhaitant le meilleur dans la poursuite de leur carrière.
Après cet épisode, le site Web Joystiq contacte ses « sources de confiance » chez Rockstar San Diego qui confirment les difficultés rencontrées durant le développement du jeu.

## Accueil et critiques
La rédaction de Jeuxvideo.com gratifia Red Dead Redemption d'un 18/20 en note générale et d'un 20/20 en bande son, une note extrêmement rare. Du côté des lecteurs, toujours sur Jeuxvideo.com, le ratio du jeu est le plus important de l'histoire du site, avec une moyenne de 19/20 pour plus de 5 900 avis (les deux plates-formes, Xbox 360 et PS3, comprises). De son côté, le magazine spécialisé sur les jeux vidéo, Canard PC, le nota 9/10 (dans son numéro 215 daté du 15 juin 2010). En général, la presse fut unanime sur la qualité du jeu. Il a été élu Game of the Year (Jeu de l'année) par les Video Games Awards, un concours très prestigieux. Il a également reçu le JVM d'Or, un trophée donné par Jeux Vidéo Magazine, récompensant le meilleur jeu de l'année.
Aux Spike Video Game Awards 2010, Red Dead Redemption a remporté les prix suivants : meilleur jeu de l'année, meilleure chanson ("Far Away") et meilleure bande originale.
En août 2015, Take-Two annonce que Red Dead Redemption s'est écoulé à plus de 14 millions d'exemplaires.
Red Dead Redemption est classé 84e meilleur jeu de tous les temps par le site français Jeuxvideo.com en 2011, qui en septembre 2017 le reclasse à la 14e place des meilleurs jeux de tous les temps.

## Contenus téléchargeables

### Pour le mode multijoueur
Par un contenu téléchargeable gratuit daté du 22 juin 2010 et nommé Outlaws To The End, Rockstar introduit un mode coopération composé de six missions. Le second contenu appelé Légendes et Tueurs est disponible à partir du 10 août 2010. Il inclut 9 nouvelles cartes, 8 nouveaux personnages jouables provenant du jeu Red Dead Revolver et une nouvelle arme : Le Tomahawk.
Le contenu payant Menteurs et tricheurs sort le 21 septembre 2010 au prix de 9,99 € sur le PSN et pour 800 MS point sur la Xbox 360. Ce pack propose : de nouveaux mode multijoueur dont le mode « Forteresse », des courses de chevaux, la possibilité de jouer au poker et au poker menteur en multijoueur. Le contenu ajoute également 15 nouveaux personnages issus du solo, 7 nouveau repères de bande, 4 nouvelles zones de chasse en l’occurrence « Réserves », le fusil à balles explosives et de nouveaux trophées et succès. Ce pack a été mélangé avec le Free Roam Pack, initialement gratuit. Il propose des nouveaux défis, un nouveau système anti-triche (ou anti-jeu) et un système de notation pour les gangs[réf. nécessaire].

### Undead Nightmare
L'extension Undead Nightmare, qui est sortie le 26 octobre 2010, est la seule des extensions de Red Dead Redemption à proposer une aventure solo, en plus de nouveaux modes multijoueurs. L'univers de Red Dead est revisité, mais un virus contamine les habitants les transformant en une horde de zombies, un certain décalage de l'ambiance par rapport au jeu original. Il existe quatre types : les morts-vivants ordinaires qui n'ont aucune capacité, les Brutes étant plus résistantes aux tirs mais plus lents, les Prédateurs quadrupèdes extrêmement rapides, et les Cracheurs ayant le pouvoir d'attaquer à l'aide de bile toxique. La chasse est également de la partie avec grizzlis, cougars, coyotes et loups eux aussi sous forme de zombies. Le Bigfoot, qui a été longtemps recherché par les joueurs dans Grand Theft Auto: San Andreas, un autre jeu de Rockstar, est cette fois ci présent. La durée de vie dˈUndead Nightmare est longue pour un contenu téléchargeable, puisqu'elle avoisine la dizaine d'heures de jeu,.
L'extension est également sortie le 26 novembre 2010 sous forme de disque, accompagnée des autres contenus réunis et les modes multi, qui permet ainsi d'y jouer sans avoir besoin d'acquérir le jeu de base.
De la même manière que GTA IV avec les contenus Episodes from Liberty City, cette extension est sortie dans le pack Édition Jeu de l'Année, avec le jeu original, et le mode multijoueur inclus.

## Postérité

### Red Dead Redemption II
Le 18 octobre 2016, Rockstar Games officialise un second jeu, intitulé Red Dead Redemption II, avant de mettre en ligne la première bande-annonce deux jours plus tard. D'abord annoncée pour l'automne 2017, la sortie de ce nouvel opus est finalement repoussée au 26 octobre 2018, sur PlayStation 4 et Xbox One.

### Portage
Le 7 août 2023, après des rumeurs concernant un remaster du jeu à cause d'un nouveau logo présent sur le site de Rockstar Games, il est annoncé que le jeu aura droit à un simple portage sur Nintendo Switch et PlayStation 4 le 17 août de la même année.
Le 13 mai 2024, l'ajout de plusieurs lignes dans le code du site de Rockstar laisse à penser qu'un portage PC est sur le point d'être annoncé,. Celui-ci est officialisé cinq mois plus tard et la sortie a lieu le 29 octobre 2024.

## Apparitions

### Série télévisée
- Dans The Shiny Trinket Maneuver, épisode 5-12 de la série The Big Bang Theory, on peut voir le personnage de Sheldon Cooper jouer à Red Dead Redemption. Il y déplace John Marston dans Armadillo et va boire un whisky au saloon.